# Омега Андромеды
Омега Андромеды (лат. ω Andromedae), 48 Андромеды (лат. 48 Andromedae), HD 8799 — кратная звезда в созвездии Андромеды на расстоянии приблизительно 93,3 световых лет (около 28,6 парсеков) от Солнца. Видимая звёздная величина звезды — +4,83m. Возраст звезды определён как около 2,1 млрд лет.

## Характеристики
Первый компонент (HD 8799Aa) — жёлто-белая звезда спектрального класса F5IVe или F3V. Масса — около 0,963 солнечной, радиус — около 2,2 солнечных, светимость — около 7,1 солнечных. Эффективная температура — около 6628 K.
Второй компонент (HD 8799Ab) — жёлто-белая звезда спектрального класса F5V. Масса — около 0,86 солнечной. Орбитальный период — около 254,9 суток. Удалён на 0,669 угловой секунды.
Третий компонент (CCDM J01277+4524B) удалён на 2 угловые секунды. Видимая звёздная величина звезды — +11,7m.
Четвёртый компонент (CCDM J01277+4524C) удалён на 119 угловых секунд. Видимая звёздная величина звезды — +10,4m.
Пятый компонент (CCDM J01277+4524D) удалён от четвёртого компонента на 4,9 угловых секунд. Видимая звёздная величина звезды — +10,4m.